# Bocca di Strada
Bocca di Strada è un centro abitato diviso tra i comuni di Mareno di Piave (che la riconosce come "frazione") e Santa Lucia di Piave (della quale è "località"), in provincia di Treviso.

## Geografia fisica
La località è sorta in una zona pianeggiante posta poco a sud del Monticano.

## Storia
Il toponimo richiama alla presenza di un crocevia presso il quale confluiva l'antica via Hungarica, la quale conduceva poi all'importante guado di Lovadina, presso il Piave, e al percorso che collegava Oderzo a Trento. Ancora sotto la Serenissima, la strada rappresentava un'importante arteria commerciale tra la pianura e il Cadore e l'Europa centro-settentrionale.
Il grosso agglomerato è sorto però con l'espansione urbana del secondo dopoguerra.

## Monumenti e luoghi d'interesse

### Chiesa parrocchiale
È intitolata alla Madonna della Salute. La parrocchia fu eretta il 21 novembre 1954 smembrando parte dei territori di Santa Lucia di Piave, Mareno di Piave, Santa Maria del Piave, Ramera e Sarano.